# Stor-Rödvattnet
Stor-Rödvattnet är en sjö i Örnsköldsviks kommun i Ångermanland och ingår i Gideälvens huvudavrinningsområde. Sjön har en area på 0,291 kvadratkilometer och ligger 353,9 meter över havet.

## Delavrinningsområde
Stor-Rödvattnet ingår i det delavrinningsområde (707822-161821) som SMHI kallar för Utloppet av Svartsjön. Medelhöjden är 355 meter över havet och ytan är 9,95 kvadratkilometer. Det finns ett avrinningsområde uppströms, och räknas det in blir den ackumulerade arean 27,46 kvadratkilometer. Svartsjöbäcken som avvattnar avrinningsområdet har biflödesordning 4, vilket innebär att vattnet flödar genom totalt 4 vattendrag innan det når havet efter 97 kilometer. Avrinningsområdet består mestadels av skog (77 procent). Avrinningsområdet har 0,33 kvadratkilometer vattenytor vilket ger det en sjöprocent på 3,4 procent.